# Masburg
Masburg est une municipalité allemande, située dans l'arrondissement de Cochem-Zell en Rhénanie-Palatinat, dans la région de l'Eifel.